# Panis Angelicus
Хліб Ангелів (лат. Panis Angelicus) — передостання строфа з гімну «Sacris Solemnis», написаного Томою Аквінським для Свята Тіла та Крові Христових. У день цього свята гімн є складовою частиною меси та Літургії годин. Строфа «Panis Angelicus» зазвичай розглядається окремо від гімну «Sacris Solemnis» — вона покладена на музику та має власний текст.
У 1872 році французький композитор і органіст Сезар Франк написав музичне оформлення для гімну «Panis Angelicus», що включає в себе партії для тенора, арфи, віолончелі й органу. Пізніше, Сезар Франк включив цей твір до свого більшого твору «Месса на три голоси» (Messe à troi voix Opus 12).

## Латинський текст гімну з доксології
| Panis angelicus fit panis hominum; Dat panis cœlicus figuris terminum: O res mirabilis! Manducat Dominum Pauper, servus et humilis. Te trina Deitas unaque poscimus: Sic nos tu visita, sicut te colimus; Per tuas semitas duc nos quo tendimus, Ad lucem quam inhabitas. Amen. | Хліб Ангелів Чи стане хлібом для людства; Хліб Небесний виконає Все, що сказано раніше; О, диво! Тілом Господа будуть харчуватися всі бідні, покірні і смиренні. Ти, Господи, Трійця в одному, ми молимо; Ти, що приходиш, Коли ми поклоняємося Тобі. По шляхах Твоїх, веди нас туди, куди ми йдемо, До світла, в якому Ти перебуваєш. Амінь. |